# Jeunesse sportive de Jijel
Pour les articles homonymes, voir JSD.
Maillots
Dernière mise à jour : 1er mars 2024.
La Jeunesse Sportive De Jijel (en arabe : الشبيبة الرياضية لجيجل), plus couramment abrégée en JSD Jijel,,,, ou encore JSD ou JSDJ, est un club algérien de football fondé en 1936 et basé à Jijel.

## Histoire

### Avant l'indépendance
En 1928 un groupe d'hommes Algériens décidé créa une équipe de football dénommée "Ikbal de Djidjelli" (I.D), autorisée à porter uniquement une couleur blanche.
L'année 1936 verra la naissance de la Jeunesse Sportive de Djidjelli (JSD).
- 1936-1937 Champion de la 3e division.
- 1937-1938 Champion de la 2e division.
- 1938-1939 Champion de la 1re division.

Après la Seconde Guerre mondiale, en 1946-47, la JSD est Champion de la division d'honneur en seniors et en juniors. En cette année de 1947 la JSD atteindra la demi-finale du championnat d'Afrique du Nord (La coupe Louis Rivet), laquelle fut disputée à Oran au stade Montréal (actuel Bouakeul) le 1er juin 1947, contre l'équipe de Sporting Club de Bel-Abbès. À la mi-temps la JSD menait 2-0 (buts de ailier droit Baha 19e et 41e minute), mais craque en deuxième période. Score final: SCBA 3-2 JSD, l'équie du JSD: Castel, Sefriou, Zazoua, Lehtihet, Bousafsaf, Adala, Baha, Cherriet, Benkinouar, Taffar, Aberkane.
En 1948-1949 dans le cadre du championnat d'Afrique du Nord à Tunis: JSD 4-1 Sfax Railways.
1950: 16e de finale à Constantine, JSD 2-3 CS Hammam Lif (après prolongations).
1952: 8e de finale à Casablanca, WAC 2-1 JSD
Début 1955, la JSD se retire de la compétition sportive pour une autre cause, celle de la lutte armée de libération nationale.

### Après l'indépendance
Après l'indépendance, le club renoue avec la compétition sportive.
- 1965-66: la JSD est championne de la division d'honneur (groupe est). Elle accède en division nationale II.
- 1966-67: accession en division nationale I pour la première fois de son existence.
- 1970-71: la JSD rétrogradé en division inférieure.
- 1971-72: la JSD réintègre l'élite nationale.
- 1973-74: la rétrogradation en division régionale donnera le départ d'une longue traversée de désert.

## Parcours

### Classement en championnat par année
- 1962-63 : CH Est Gr. IV, 3e
- 1963-64 : DH Est, Gr. Ouest, 6e
- 1964-65 : D2, Division d'Honneur Est ?e
- 1965-66 : D2, Division d'Honneur Est 1er
- 1966-67 : D2, National II 4e
- 1967-68 : D2, National II 2e
- 1968-69 : D1, National I 8e
- 1969-70 :  D1, National I 11e
- 1970-71 : D2, National II Centre-Est 5e
- 1971-72 : D2, National II Est 1er
- 1972-73 : D1, National I 16e
- 1973-74 : D2, National II Est, ?e
- 1974-75 : D2, National II Est, ?e
- 1975-76 : D2, National II Est, 7e
- 1976-77 : D2, National II Est, ?e
- 1977-78 : D2, National II Est, ?e
- 1978-79 : D2, National II Est, ?e
- 1979-80 : D2, National II Centre-Est, ?e
- 1980-81 : D2, National II Centre-Est, ?e
- 1981-82 : D2, Division II Centre-Est, ?e
- 1982-83 : D2, Division II Centre-Est, ?e
- 1983-84 : D2, Division II Centre-Est, ?e
- 1984-85 : D2, Division II Est, ?e
- 1985-86 : D2, Division II Est, ?e
- 1986-87 : D2, Division II Est, 16e
- 1987-88 : D4, Honneur-Est, 1er
- 1988-89 : D3, Régional Constantine, ?e
- 1989-90 : D3, Régional Constantine, 15e
- 1990-91 : D4, Division d'Honneur Constantine, ?e
- 1991-92 : D?, ?e
- 1992-93 : D?, ?e
- 1993-94 : D?, ?e
- 1994-95 : D?, ?e
- 1995-96 : D?, ?e
- 1996-97 : D?, ?e
- 1997-98 : D?, ?e
- 1998-99 : D3, Régional Constantine, 1er
- 1999-00 : D3, Régional Est 7e
- 2000-01 : D3, Régional Est 12e
- 2001-02 : D3, Régional Constantine, ?e
- 2002-03 : D3, Régional Constantine, ?e
- 2003-04 : D3, Régional Constantine, 3e
- 2004-05 : D4, Régional 1 Constantine, ?e
- 2005-06 : D4, Régional 1 Constantine, 1er
- 2006-07 : D3, Inter-régions Est, 12e
- 2007-08 : D3, Inter-régions Est, 9e
- 2008-09 : D3, Inter-régions Est, 6e
- 2009-10 : D3, Inter-régions Est, 2e
- 2010-11 : D3, DNA Centre-Est, 2e
- 2011-12 : D3, DNA Est, 8e
- 2012-13 : D3, DNA Est, 14e
- 2013-14 : D4, Inter-région Est, 1er
- 2014-15 : D3, DNA Centre, 2e
- 2015-16 : D3, DNA Centre, 13e
- 2016-17 : D3, DNA Centre, 12e
- 2017-18 : D3, DNA Centre, 13e
- 2018-19 : D3, DNA Est, 9e
- 2019-20 : D3, DNA Est, 15e
- 2020-21 : D3, DNA Est, Gr.B2 1re
- 2021-22 : D3, DNA Centre-Est 4e
- 2022-23 : D3, DNA Centre-Est 2e
- 2023-24 : D3, DNA Centre-Est 1re
- 2024-25 : Ligue 2, Gr. Centre-Est ?e

### Parcours en coupe d'Algérie
| Saison    | Tour        | Matchs         | Résultats |
| --------- | ----------- | -------------- | --------- |
| 1962-63   | 1° tour     | MO Bejaïa      | 7-2       |
| 1963-64   | 1/16 finale | USM Khenchela  | 1-0       |
| 1964-65   | ?           | ?              | ?         |
| 1965-66   | 1/32 finale | ES Souk Ahras  | 2-1       |
| 1966-67   | 1/32 finale | MO Constantine | 1-0       |
| 1967-68   | 1/8 finale  | JSD Jijel      | 0-0       |
| 1968-69   | 1/16 finale | RC Kouba       | 1-0       |
| 1969-70   | 1/8 finale  | US Santé       | 1-0       |
| 1970-71   | 1/32 finale | CS Constantine | 3-0       |
| 1971-72   | 1/32 finale | IRB Sétif      | 2-0       |
| 1972-73   | 1/32 finale | MO Constantine | 1-1       |
| 1973-74   | 1/32 finale | OMS Guelma     | 3-2       |
| 1974-75   | 1/32 finale | CA Batna       | 1-0       |
| 1975-76   | 1/16 finale | WA Tlemcen     | 2-2       |
| 1976-77   | 1/16 finale | WA Boufarik    | 1-0       |
| 1977-78   | ?           | ?              | ?         |
| 1978-79   | ?           | ?              | ?         |
| 1979-80   | ?           | ?              | ?         |
| 1980-81   | ?           | ?              | ?         |
| 1981-82   | ?           | ?              | ?         |
| 1982-83   | ?           | ?              | ?         |
| 1983-84   | ?           | ?              | ?         |
| 1984-85   | ?           | ?              | ?         |
| 1985-86   | ?           | ?              | ?         |
| 1986-87   | ?           | ?              | ?         |
| 1987-88   | ?           | ?              | ?         |
| 1988-89   | ?           | ?              | ?         |
| 1989-90   | N.J         | N.J            | N.J       |
| 1990-91   | ?           | ?              | ?         |
| 1991-92   | ?           | ?              | ?         |
| 1992-93   | N.J         | N.J            | N.J       |
| 1993-94   | ?           | ?              | ?         |
| 1994-95   | ?           | ?              | ?         |
| 1995-96   | ?           | ?              | ?         |
| 1996-97   | ?           | ?              | ?         |
| 1997-98   | ?           | ?              | ?         |
| 1998-99   | ?           | ?              | ?         |
| 1999-00   | ?           | ?              | ?         |
| 2000-01   | ?           | ?              | ?         |
| 2001-02   | 1/64 finale | MO Bejaia      | ?         |
| 2002-03   | ?           | ?              | ?         |
| 2003-04   | ?           | ?              | ?         |
| 2004-05   | ?           | ?              | ?         |
| 2005-06   | ?           | ?              | ?         |
| 2006-07   | ?           | ?              | ?         |
| 2007-08   | ?           | ?              | ?         |
| 2008-09   | ?           | ?              | ?         |
| 2009-10   | ?           | ?              | ?         |
| 2010-11   | ?           | ?              | ?         |
| 2011-12   | ?           | ?              | ?         |
| 2012-13   | ?           | ?              | ?         |
| 2013-14   | ?           | ?              | ?         |
| 2014-15   | ?           | ?              | ?         |
| 2015-16   | ?           | ?              | ?         |
| 2016-17   | ?           | ?              | ?         |
| 2017-18   | ?           | ?              | ?         |
| 2018-19   | 1/64 finale | MC El Eulma    | 3-0       |
| 2019-20   | ?e T.R      | ?              | ?         |
| 2020-2021 | Non Jouée   | Non Jouée      | Non Jouée |
| 2021-2022 | Non Jouée   | Non Jouée      | Non Jouée |
| 2022-23   | 1/8 finale  | JS Saoura      | 2-0       |
| 2023-24   | 1/8 finale  | ES Ben Aknoun  | 1-0       |

## Bilan sportif

### Palmarès
| Compétitions nationales |
| --- |
| - Ligue 2 (1) : - Champion Gr.Est : 1971-72. - Vice-champion : 1967-68. - DNA (2) : - Champion Gr.Est : 1964-65 et 1997-98 et 2023-24 - Ligue de Région (1) : - Champion : 1964. - Division d'Honneur (2) : - Champion : 1946-47, 1947-48. |

## Identité du club
Les couleurs de la JSD sont le Vert et le Blanc. Le surnom du club est Ennemra (La Panthère).